# پتر واتسلاو
پتر واتسلاو (چکی: Petr Václav؛ زادهٔ ۱۱ ژوئن ۱۹۶۷) یک کارگردان فیلم و فیلم‌نامه‌نویس اهل جمهوری چک است. از فیلم‌های او می توان به راه خروج اشاره کرد.
وی دانش‌آموختهٔ دانشکده سینما و تلویزیون آکادمی هنرهای نمایشی پراگ است و برندهٔ جوایزی همچون شیر چک، پلنگ نقره‌ای فدراسیون بین‌المللی منتقدان فیلم در جشنواره فیلم لوکارنو و جایزهٔ تری‌لوبیت شده‌است. وی عضو آکادمی فیلم اروپا است.